# Gustav Mahler Jugendorchester
La Gustav Mahler Jugendorchester (GMJO, lett. "Orchestra dei Giovani Gustav Mahler") (Orchestra dei Giovani Gustav Mahler) è un'orchestra giovanile con sede a Vienna, in Austria, fondata nel 1986 dal direttore Claudio Abbado.

## Storia
Nel 1992 l'orchestra divenne la prima orchestra giovanile paneuropea ad offrire l'accesso a giovani musicisti negli ex paesi comunisti come l'Ungheria e la Cecoslovacchia, tenendo audizioni aperte nell'ex blocco orientale. Dal 1992 una giuria autorizzata da Claudio Abbado fa la sua selezione tra i numerosi candidati alle audizioni che si tengono in più di venticinque città europee ogni anno. Attualmente ci sono più di 100 musicisti nell'orchestra e provengono da diversi paesi, tra cui Germania, Austria, Francia, Ungheria, Russia, Spagna, Gran Bretagna, Romania e Svizzera. I membri della giuria sono eminenti musicisti orchestrali che continuano ad assistere l'orchestra nel suo programma musicale durante le prove.
L'orchestra ha una struttura enorme. Più di 130 musicisti hanno partecipato alla tournée di Pasqua nel 2005, sufficienti per suonare l'Eine Alpensinfonie di Richard Strauss nella sua orchestrazione completa.
Il repertorio delle tournée della GMJO spazia dalla musica classica a quella contemporanea con un particolare riguardo alle grandi opere sinfoniche dei periodi romantico e tardo romantico. Il suo alto livello artistico ed il successo internazionale hanno spinto molti direttori e solisti a esibirsi con la GMJO. La Gustav Mahler Jugendorchester ha messo a segno nel 2005 la sua tournée pasquale ed ha ricevuto un caloroso benvenuto. Durante la tournée una registrazione della Eine Alpensinfonie di Richard Strauss è stata prodotta sotto la direzione di Franz Welser-Möst. L'orchestra si è anche esibita al Festival di Lucerna, al Festival di Salisburgo, al Festival di Pasqua di Salisburgo e ai Proms. Molti ex membri della GMJO fanno ora parte di importanti orchestre europee, alcuni di loro nelle posizioni principali.
Molti direttori hanno collaborato con la Gustav Mahler Jugendorchester, tra questi Claudio Abbado, Mariss Jansons, Pierre Boulez e Bernard Haitink.

## Registrazioni
- Iannis Xenakis: Keqrops, direttore Claudio Abbado, Deutsche Grammophon 1997.
- Richard Strauss: Eine Alpensinfonie, direttore Franz Welser-Möst, EMI 2005.
- Anton Bruckner: Sinfonia n. 8,  direttore Franz Welser-Möst, EMI 2002.
- Anton Bruckner: Sinfonia n. 9,  direttore Herbert Blomstedt, Dirigent DIR-684, 2010.
- Arnold Schönberg: Pelleas und Melisande, Richard Wagner: Preludio all'Atto 1 del Tristano e Isotta, direttore Pierre Boulez, Deutsche Grammophon 2003 (pubblicata 2012).

## Ex-direttori importanti
A partire dalla sua fondazione, per merito dell'idea del fondatore Claudio Abbado di far sì che i giovani musicisti potessero essere a contatto con grandi nomi del mondo della musica classica, molti artisti eccezionali hanno condiviso con entusiasmo questa concezione di Abbado che è alla base della nascita della Gustav Mahler Jugendorchester ed hanno seguito l'orchestra nelle sue tournée, spesso anche più volte. I solisti dell'orchestra ora comprendono alcuni dei suoi ex membri. A seguire un elenco dei maestri che hanno contribuito nel tempo:
- Claudio Abbado
- David Afkham
- Marc Albrecht
- Serge Baudo
- Herbert Blomstedt
- Pierre Boulez
- Semyon Bychkov
- Riccardo Chailly
- Chung Myung-whun
- Colin Davis
- Christoph Eschenbach
- Peter Eötvös
- Iván Fischer
- Daniele Gatti
- Ben Gernon
- Michael Gielen
- Bernard Haitink
- Manfred Honeck
- Mariss Jansons
- Neeme Järvi
- Paavo Järvi
- Philippe Jordan
- James Judd
- Vladimir Jurowski
- Patrick Lange
- Neville Marriner
- Leo McFall
- Ingo Metzmacher
- Christoph Mueller
- Kent Nagano
- Václav Neumann
- Jonathan Nott
- Seiji Ozawa
- Antonio Pappano
- Maxime Pascal
- Stefan Anton Reck
- Ainārs Rubiķis
- Franz Welser-Möst